# Castianeira peregrina
Castianeira peregrina là một loài nhện trong họ Corinnidae.
Loài này thuộc chi Castianeira. Castianeira peregrina được Willis J. Gertsch miêu tả năm 1935.